# Versa (torrente Piemonte)
La Versa è un torrente situato nella provincia di Asti, affluente di sinistra del fiume Tanaro.

## Percorso

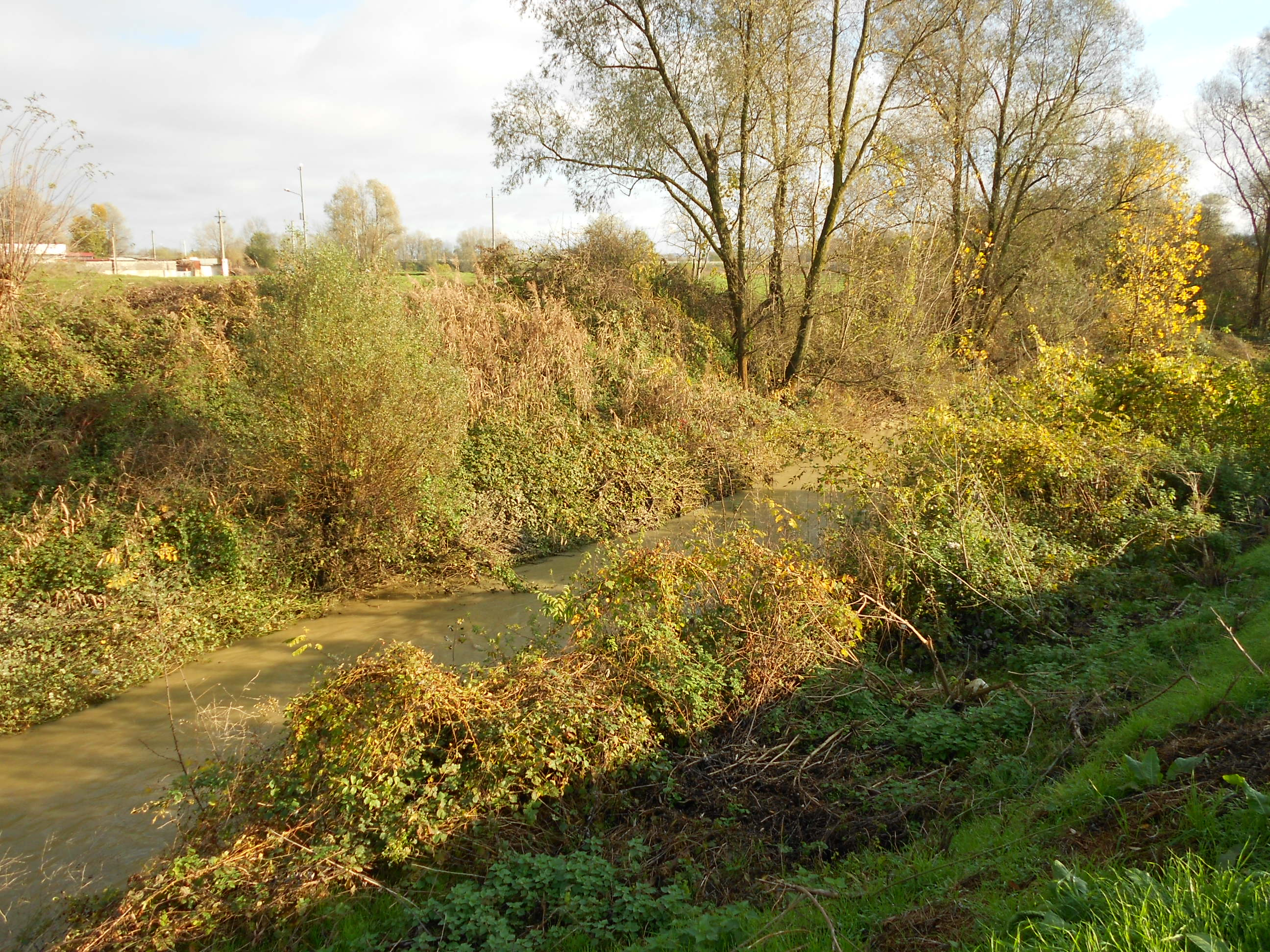
Il torrente presso Asti poco prima di confluire nel Tanaro.

Lungo circa 39 km, nasce al confine con la provincia di Torino in prossimità del comune di Cocconato, per sfociare nel Tanaro ad est di Asti. Attraversa la valle Versa.

## Storia
Il torrente nei suoi momenti di piena ha provocato danni anche gravi ai territori attraversati.